# Heinrich von Rosenberg
Pour les articles homonymes, voir Rosenberg.
Heinrich Gottschalk Wilhelm von Rosenberg (né le 1er juin 1833 à Puditsch, arrondissement de Trebnitz et mort le 19 avril 1900 à Rathenow)  est un général de cavalerie prussien et un coureur amateur couronné de succès. Il est considéré comme le « père de l'équitation des officiers allemands » et le fondateur de l'Association des courses de Hanovre (de)

## Biographie
Rosenberg, a déjà fondé les courses de cross-country en tant que jeune officier, "à partir desquelles les courses d'obstacles des officiers se sont développées plus tard".
Après l'annexion du royaume de Hanovre par la Prusse, Rosenberg est transféré le 30 octobre 1866, avec promotion au grade de Rittmeister et nomination au poste de chef d'escadron, du 1er régiment de cuirassiers du Corps au 13e régiment d'uhlans à Hanovre. Rosenberg se rend rapidement compte des avantages qu'apporterait à l'Institut d'équitation militaire de Hanovre  (M.R.I.) une association de la chasse à cheval avec l'équitation sur piste" et fonde la même année l'association de chasse à cheval.

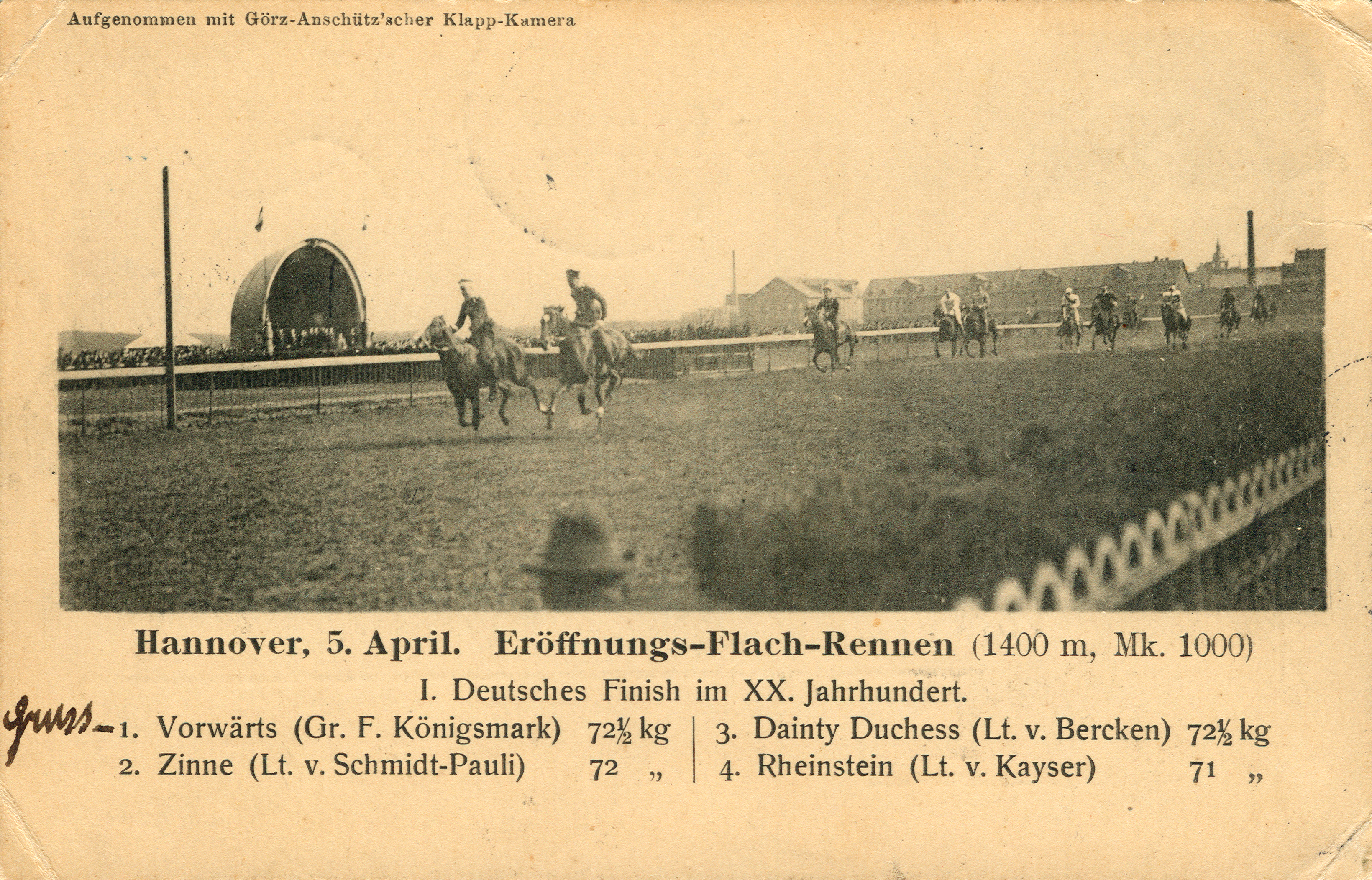
5 avril 1900, quelques jours avant la mort des Rosenberg : « 1er photo-finish allemande du XXe siècle" sur l'hippodrome de la Kleine Bult (aujourd'hui: parc de la ville), organisé par le club de course hanovrien et "enregistré avec une caméra pliante Görz-Anschütz"

Dès l'année suivante, en 1867, Rosenberg rédigea, en collaboration avec son premier lieutenant auprès des uhlans du Roi, Adalbert Perrinet von Thauvenay, ainsi qu'avec le Rittmeister Dedo von Krosigk (de) (à l'époque déjà professeur d'équitation au M.R.I.), un appel à tous les officiers et cavaliers hommes pour qu'ils rejoignent le club de chasse à cheval. La forte affluence en 1867 conduit finalement à la création de l'Association des courses de Hanovre (de) à l'époque encore sous le nom d'« Association pour la promotion de l'élevage de chevaux de l'État hanovrien ». La même année, Rosenberg participe à la première chasse du club avec la meute qu'il a créée.
Avec son régiment, Rosenberg participe à la guerre contre la France en tant que major en 1870/71 et reçoit les deux classes de la croix de fer pour ses réalisations. Après la fin de la guerre, il est promu officier d'état-major régulier. Le 24 septembre 1875, il est chargé de commander le 3e régiment de hussards à Rathenow ; il succède au colonel Egmont von Rauch, également une figure marquante des courses de chevaux, qui a subi un accident vasculaire cérébral mortel lors d'un exercice avec le régiment le mois précédent. Rosenberg commande le régiment de hussards jusqu'en 1883. Le 17 octobre 1883, il est nommé commandant de la 30e brigade de cavalerie à Metz. À partir du 15 octobre 1888, Rosenberg commande la division de cavalerie du 1er corps d'armée et, du 24 mars 1890 au 15 mars 1895, il est inspecteur de la 2e inspection de cavalerie à Berlin. Ensuite, il est mis à disposition en approuvant sa demande de départ tout en conservant sa position à la suite du 3e régiment de hussards avec la pension légale.
Heinrich von Rosenberg rend de grands services « au développement de l'institut équestre militaire hanovrien » et est bientôt considéré comme le « père du sport équestre des officiers allemands ».
Le coureur amateur remporte 184 des 584 courses qu'il a lui-même disputées, remportant même le titre à deux reprises en 1873 et 1874.
Son fils est le vice-amiral allemand Hugo von Rosenberg (de) (1875-1944).

## Honneurs

Le monument de Rosenberg dévoilé le 20 avril 1902 au.
Carte postale n° 366 de F. Astholz jun.

- Le monument de Rosenberg (de) avec un médaillon de portrait de von Rosenberg sur un bloc de granit est solennellement dévoilé le 20 avril 1902[7], tout d'abord dans le Jardin des Guelfes (de), dans l'actuelle Wilhelm-Busch-Straße[3], près des écuries du château des Guelfes (de)[8] Parmi les invités figurent, outre "sa majesté" l'empereur Guillaume II, le directeur de la ville Heinrich Tramm[9].
- La Rosenbergplatz à Vahrenwald, aménagée en 1933, honore le général de cavalerie par son appellation[2].
- À la fin des années 1980, le monument Heinrich von Rosenberg est déplacé de la Wilhelm-Busch-Strasse à Hanovre[3] vers l' hippodrome Neue Bult[10],[Anm. 1]